# Les Transmutations imperceptibles
Pour plus de détails, voir Fiche technique et Distribution.
Les Transmutations imperceptibles est un film de Georges Méliès sorti en 1904 au début du cinéma muet.

## Synopsis
Un jeune Prince en costume Renaissance exécute des tours de magie. Il fait apparaître une jeune Tyrolienne, qui se transforme en Princesse après divers avatars. Finalement, le Prince part avec la Princesse.

## Fiche technique
- Titre : Les Transmutations imperceptibles ou Les Transformations imperceptibles
- Réalisation : Georges Méliès
- Durée : 2 minutes
- Date de sortie : France : 1904